# 八幡真
八幡 真（やはた しん、Shin Larsson-Yahata 1974年5月9日 - ）は、スウェーデン出身の日本の元アイスホッケー選手。ポジションはフォワード。スウェーデン人の父と日本人の母を持つ。

## 来歴
少年時代、HC CSKAモスクワのイーゴリ・ラリオノフ、セルゲイ・マカロフ、ウラジミール・クルトフのラインにあこがれた。スウェーデン・エリートリーグで1シーズンプレーした後、20歳で来日し、コクドアイスホッケー部に加入した。オリンピック日本代表になるためには最低3年間は日本でプレーする必要があった。
アイスホッケー日本代表として長野オリンピックに出場。13位決定戦のオーストリア戦では終了間際のPSを決めて勝利に貢献した。
1998-1999の第33回日本アイスホッケーリーグではキャリアハイとなる37試合23得点、41アシスト、64ポイントを記録し、最多アシストと最多ポイントのタイトルを獲得。コクドでは8シーズン過ごし、その間5回優勝した。
2002年からHC Mulhouse、2003年からはベルファスト・ジャイアンツでプレーしていた桑原ライアン春男の誘いもあり、マンチェスター・フェニックスでプレーした。2004年に再来日し王子製紙に移籍。
2005年引退。
同年、ノルディックバイキングスの初代GMに就任。しかし1シーズンで事実上の解散。
その後帰国し、NHL、アトランタ・スラッシャーズのスカウトに就任。
2008年よりサンノゼ・シャークスのスカウトを務めている。